# Takifugu flavidus
Takifugu flavidus es una especie de peces de la familia Tetraodontidae en el orden de los Tetraodontiformes.

## Morfología
Los machos pueden llegar alcanzar los 35 cm de longitud total.

## Distribución geográfica
Se encuentran en Asia: el Mar Amarillo y el norte del Mar de la China Oriental.

## Observaciones
No se puede comer ya que es  venenoso para los humanos.